# Martigny-Châtelard-Bahn
| |             | TMR von Orsières / Le Châble                                                               |                                         |
| | 00,32 00,00 |                                                                                            | 466 m ü. M.                             |
| |             | SBB von Brig                                                                               |                                         |
| Bahnhof · U-Bahn-Bahnhof (Strecke außer Betrieb)                                                                     | 00,7200,00  | Martigny SBB / TMR                                                                         | 467 m ü. M.                             |
| |             |                                                                                            |                                         |
| Strecke · ehemaliger U-Bahn-Turmhaltepunkt Strecke bis hier außer Betrieb und quer (Strecke geradeaus außer Betrieb) | 0,60        | Place Centrale Anschluss TrMB nach Martigny-Bourg bis 1956                                 | 471 m ü. M.                             |
| |             |                                                                                            |                                         |
| Strecke | 0,79        | MC-Tram, Umtrassierung 1931                                                                | MC-Tram, Umtrassierung 1931             |
| Brücke über Wasserlauf · Brücke über Wasserlauf (Strecke außer Betrieb)                                              |             | La Dranse (29 m)                                                                           | La Dranse (29 m)                        |
| |             | SBB nach Lausanne                                                                          |                                         |
| ehemaliger Haltepunkt / Haltestelle                                                                                  | 1,28 01,28  | La Bâtiaz (bis ~1994)                                                                      | 471 m ü. M.                             |
| Haltepunkt / Haltestelle                                                                                             | 1,91        | Les Fumeaux                                                                                | 463 m ü. M.                             |
| Betriebs-/Güterbahnhof Streckenanfang und quer · Abzweig geradeaus und nach rechts                                   | 0           | Depot                                                                                      | Depot                                   |
| Bahnhof · Bahnhof rechts                                                                                             | 4,69        | Vernayaz MC                                                                                | 457 m ü. M.                             |
| | 4,86        | Beginn Zahnstange                                                                          | 464 m ü. M.                             |
| Brücke über Wasserlauf                                                                                               |             | Le Trient (27 m)                                                                           | Le Trient (27 m)                        |
| Tunnel | 0           | Buvette (83 m)                                                                             | Buvette (83 m)                          |
| Brücke | 0           | Lehnen (39 m)                                                                              | Lehnen (39 m)                           |
| Tunnel · Strecke von links · Strecke von rechts                                                                      |             | Bourgout (132 m)                                                                           | Bourgout (132 m)                        |
| Brücke über Wasserlauf · Brücke über Wasserlauf · Strecke                                                            |             | Bach (32 m)                                                                                | Bach (32 m)                             |
| Brücke über Wasserlauf · Strecke · ehemalige Blockstelle                                                             | 6,96        | Bach (26 m) / Le Pontet                                                                    | 837 m ü. M.                             |
| ehemalige Blockstelle · Tunnelanfang · Strecke                                                                       | 5,78        | La Planaz                                                                                  | 640 m ü. M.                             |
| Strecke nach links und Tunnelanfang · Strecke nach rechts (im Tunnel) · Strecke                                      |             | Kehrtunnel Charbons (419 m)                                                                | Kehrtunnel Charbons (419 m)             |
| | 0           |                                                                                            |                                         |
| | 7,33        | Ende Zahnstange                                                                            | 885 m ü. M.                             |
| Bahnhof | 8,16        | Salvan                                                                                     | 934 m ü. M.                             |
| Tunnel | 0           | Salvan (23 m)                                                                              | Salvan (23 m)                           |
| Strecke nach links                                                                                                   | 0           |                                                                                            |                                         |
| Strecke von links | 0           |                                                                                            |                                         |
| Tunnel |             | Marécottes (63 m)                                                                          | Marécottes (63 m)                       |
| Bahnhof | 9,61        | Les Marécottes                                                                             | 1029 m ü. M.                            |
| Haltepunkt / Haltestelle                                                                                             | 10,10       | La Médettaz                                                                                | 1053 m ü. M.                            |
| |             |                                                                                            |                                         |
| Strecke von links (im Tunnel) · Strecke nach rechts                                                                  | 0           | Kehrtunnel Triège (153 m)                                                                  | Kehrtunnel Triège (153 m)               |
| |             |                                                                                            |                                         |
| Brücke über Wasserlauf                                                                                               | 0           | Viaduct du Triège (47 m)                                                                   | Viaduct du Triège (47 m)                |
| Strecke nach links · Strecke von rechts                                                                              | 0           |                                                                                            |                                         |
| Bahnhof | 11,34       | Le Trétien                                                                                 | 1059 m ü. M.                            |
| Tunnel | 0           | Petit-Lachat (12 m)                                                                        | Petit-Lachat (12 m)                     |
| Tunnel | 0           | Grand-Lachat (580 m)                                                                       | Grand-Lachat (580 m)                    |
| Tunnel | 0           | Galerie Les Sombailles (102 m)                                                             | Galerie Les Sombailles (102 m)          |
| Bahnhof | 14,71       | Finhaut (Scheitelpunkt)                                                                    | 1224 m ü. M.                            |
| Brücke über Wasserlauf                                                                                               | 0           | Viaduc des Torrents (70 m)                                                                 | Viaduc des Torrents (70 m)              |
| | 0           | Brücke und Galerie Le Besson (61 m)                                                        | Brücke und Galerie Le Besson (61 m)     |
| Tunnel | 0           | Revenez (49 m)                                                                             | Revenez (49 m)                          |
| Tunnel | 0           | Grosse-Larze (82 m)                                                                        | Grosse-Larze (82 m)                     |
| Tunnel | 0           | Balayé (180 m)                                                                             | Balayé (180 m)                          |
| Tunnel | 0           | Bébolaz (50 m)                                                                             | Bébolaz (50 m)                          |
| ehemalige Blockstelle                                                                                                | 17,05       | Châtelaret                                                                                 | 1141 m ü. M.                            |
| Tunnel | 0           | Châtelaret (143 m)                                                                         | Châtelaret (143 m)                      |
| |             |                                                                                            |                                         |
| Haltepunkt / Haltestelle                                                                                             | 17,75       | Bahnen zum Lac d'Emosson Le Châtelard VS (ehem. Châtelard Giétroz) Wasserfassung Eau Noire | 1126 m ü. M.                            |
| |             |                                                                                            |                                         |
| Tunnel |             | Galerie Châtelard (17 m)                                                                   | Galerie Châtelard (17 m)                |
| Bahnhof | 18,86       | Le Châtelard-Frontière                                                                     | 1116 m ü. M.                            |
| |             |                                                                                            |                                         |
| Grenze auf Brücke über Wasserlauf                                                                                    | 19,1336,62  | Grenze CH–FR Eau Noire und D1506 (47 m)                                                    | Grenze CH–FR Eau Noire und D1506 (47 m) |
| |             |                                                                                            |                                         |
| Tunnel |             | Châtelard (143 m)                                                                          | Châtelard (143 m)                       |
| Bahnhof | 34,12       | Vallorcine                                                                                 | 1260 m                                  |
| Strecke |             | SNCF nach Saint-Gervais                                                                    | SNCF nach Saint-Gervais                 |
| |             |                                                                                            |                                         |
| Quellen: |             |                                                                                            |                                         |

|                            |  |  |  |
| 1. 2. 3. 4. 5. 6. 7. 8. 9. |  |  |  |

Die Martigny-Châtelard-Bahn, abgekürzt MC (französisch: Chemin de fer Martigny–Châtelard), ist eine meterspurige Bahnstrecke mit Zahnstangenabschnitten und war eine Bahngesellschaft im Kanton Wallis in der Schweiz. Die MC fusionierte 2001 mit der Martigny-Orsières-Bahn (MO) zu den Transports de Martigny et Régions (TMR), welche die 18 km lange meterspurige MC-Strecke von Martigny durch das Vallée du Trient über Vernayaz zum Grenzbahnhof Le Châtelard-Frontière betreiben.
Auf französischer Seite führt die Strecke weiter über Vallorcine und Chamonix nach Saint-Gervais-Le Fayet, diese weiterführende Bahnstrecke Saint-Gervais–Vallorcine wird von der französischen Staatseisenbahn (SNCF) betrieben.
Von den Transports de Martigny et Régions wird ihr Zugsangebot auf der Bahnstrecke Martigny–Châtelard der ehemaligen gleichnamigen Bahngesellschaft unter dem Namen Mont-Blanc-Express vermarktet.

## Geschichte

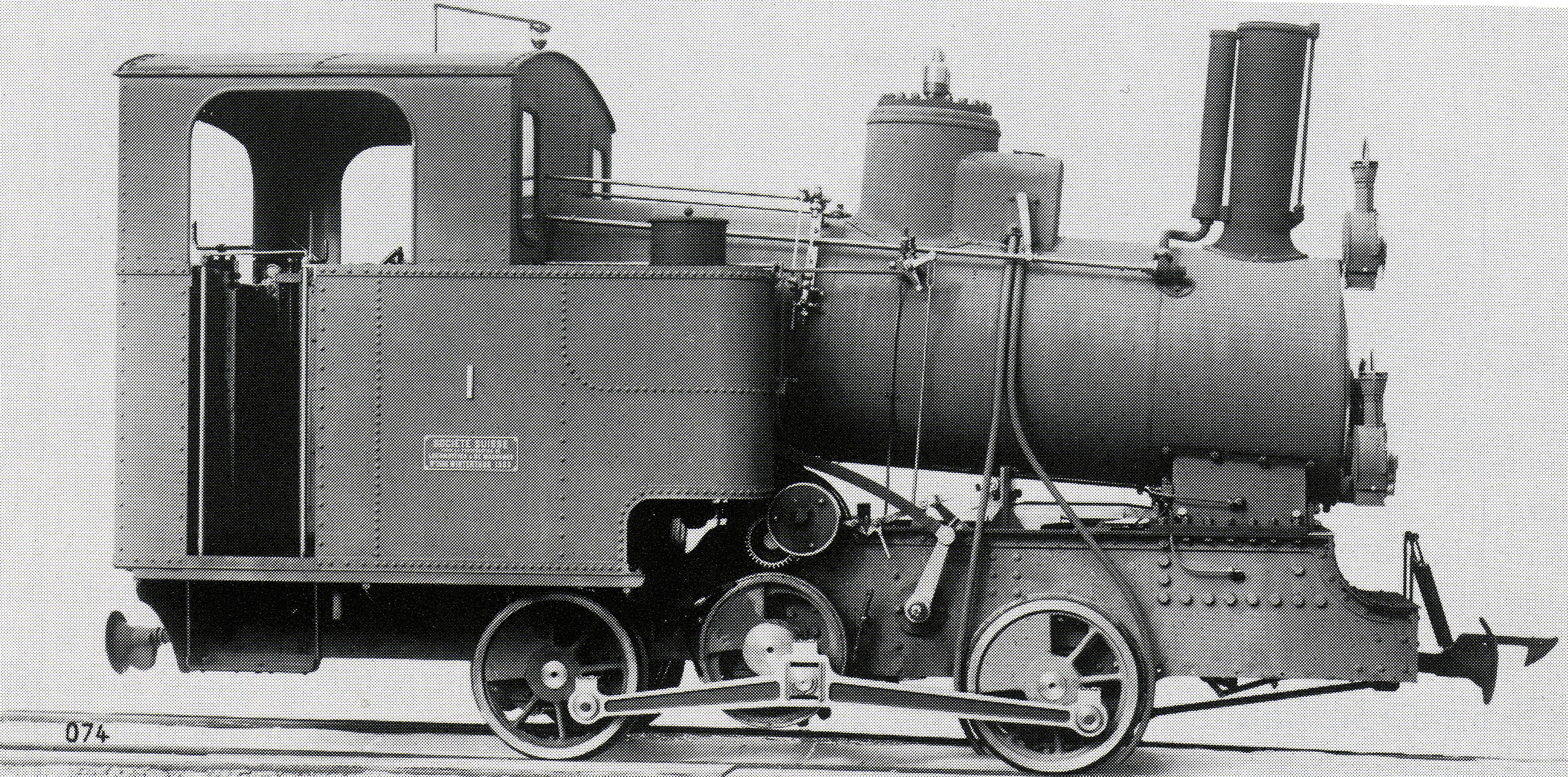
HG 2/2 Nr. 1, Baulokomotive der Martigny-Châtelard-Bahn.

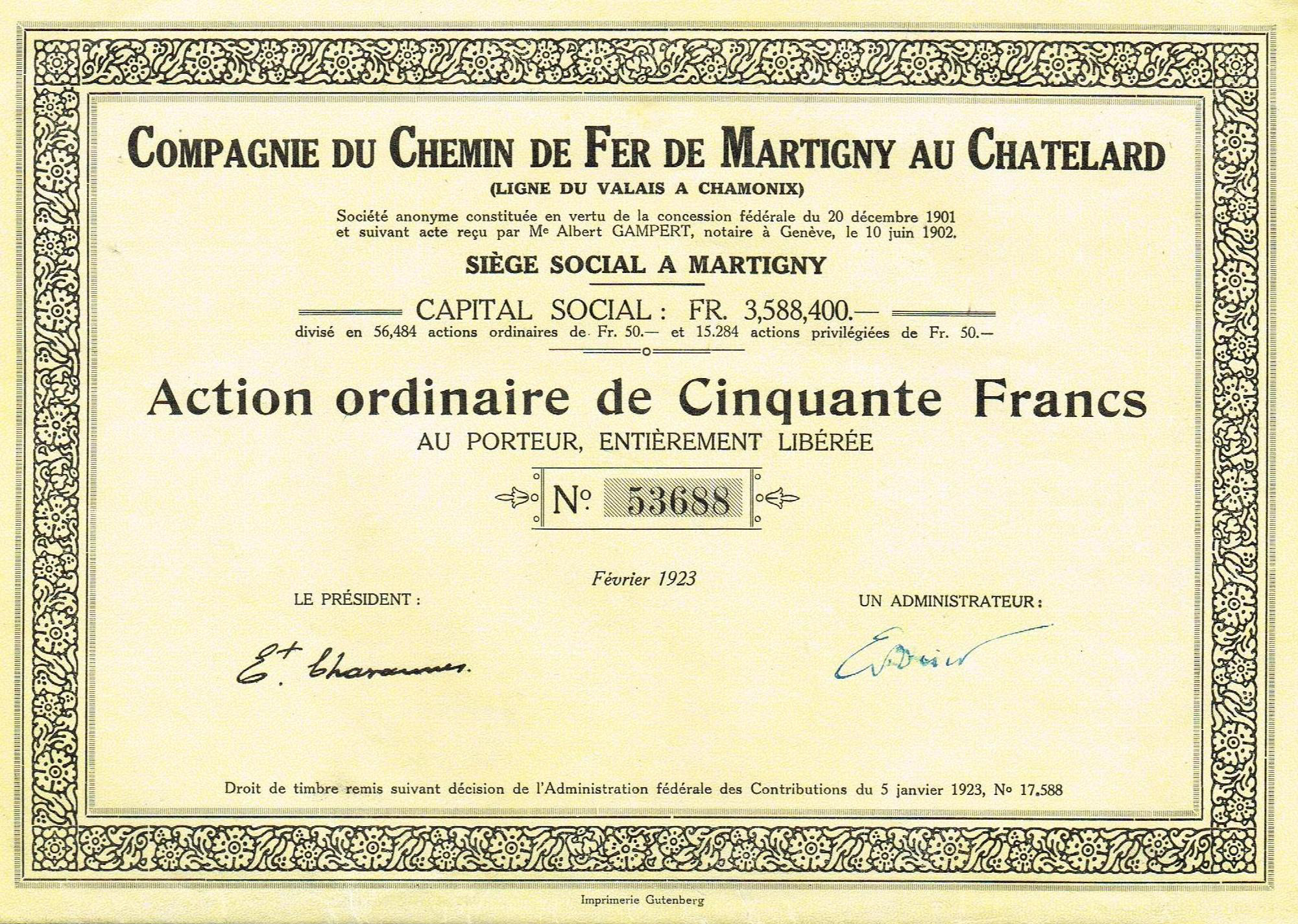
Aktie über 50 Franken der Compagnie du Chemin de fer de Martigny au Châtelard vom Februar 1923

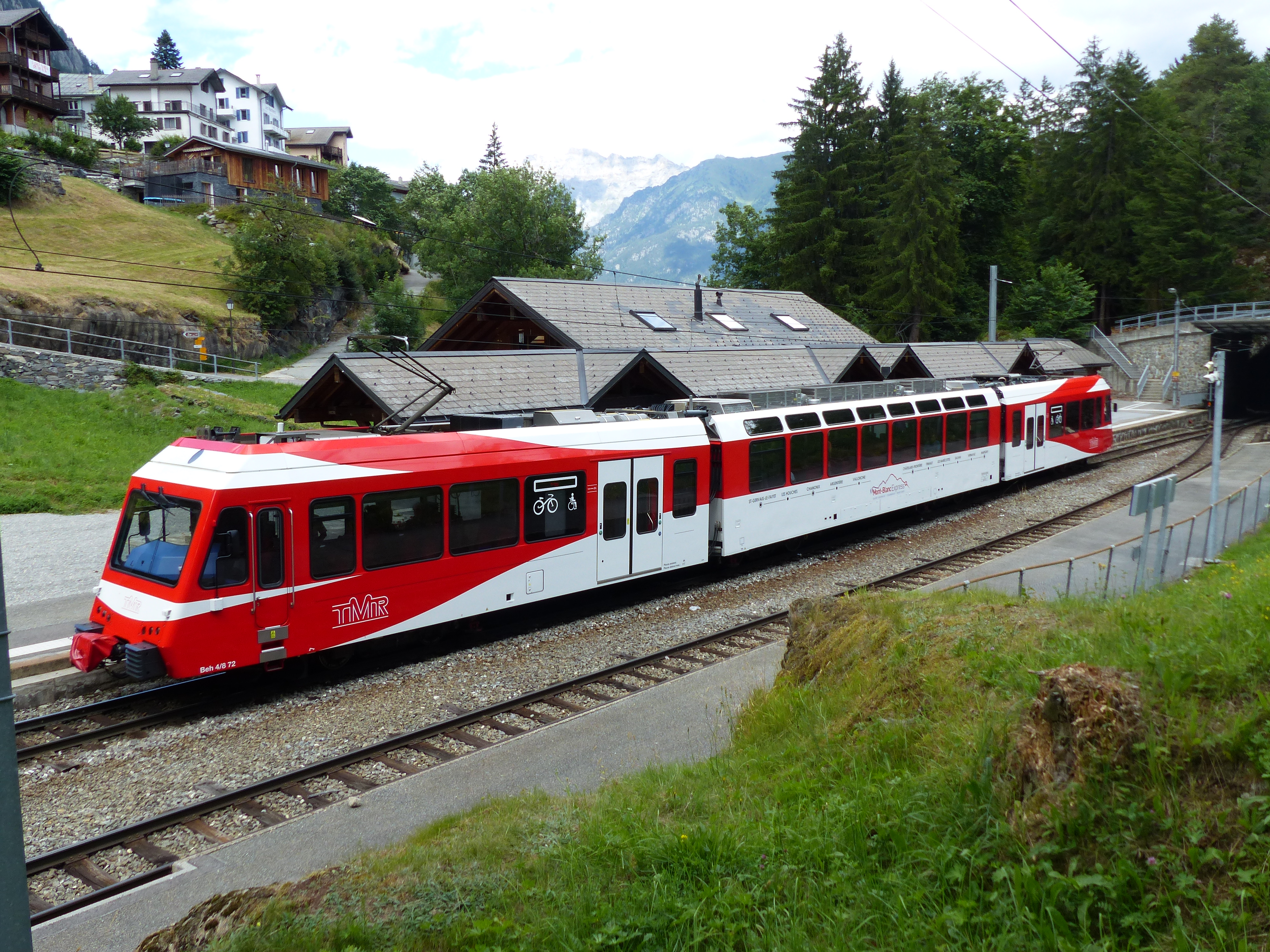
TMR-Triebzug im Bahnhof Les Marécottes (2017)

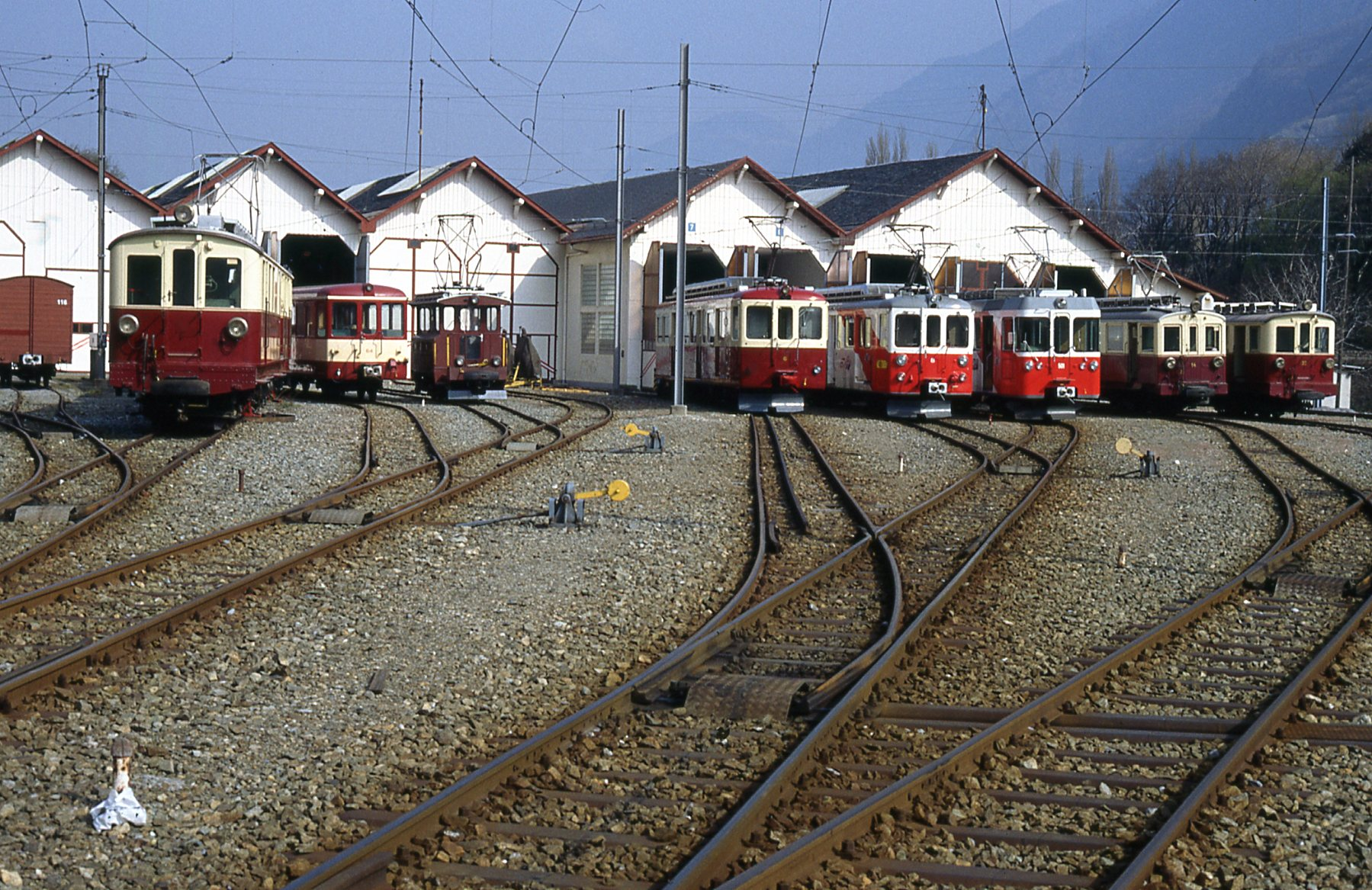
Ehemaliges Rollmaterial im Depot Vernayaz

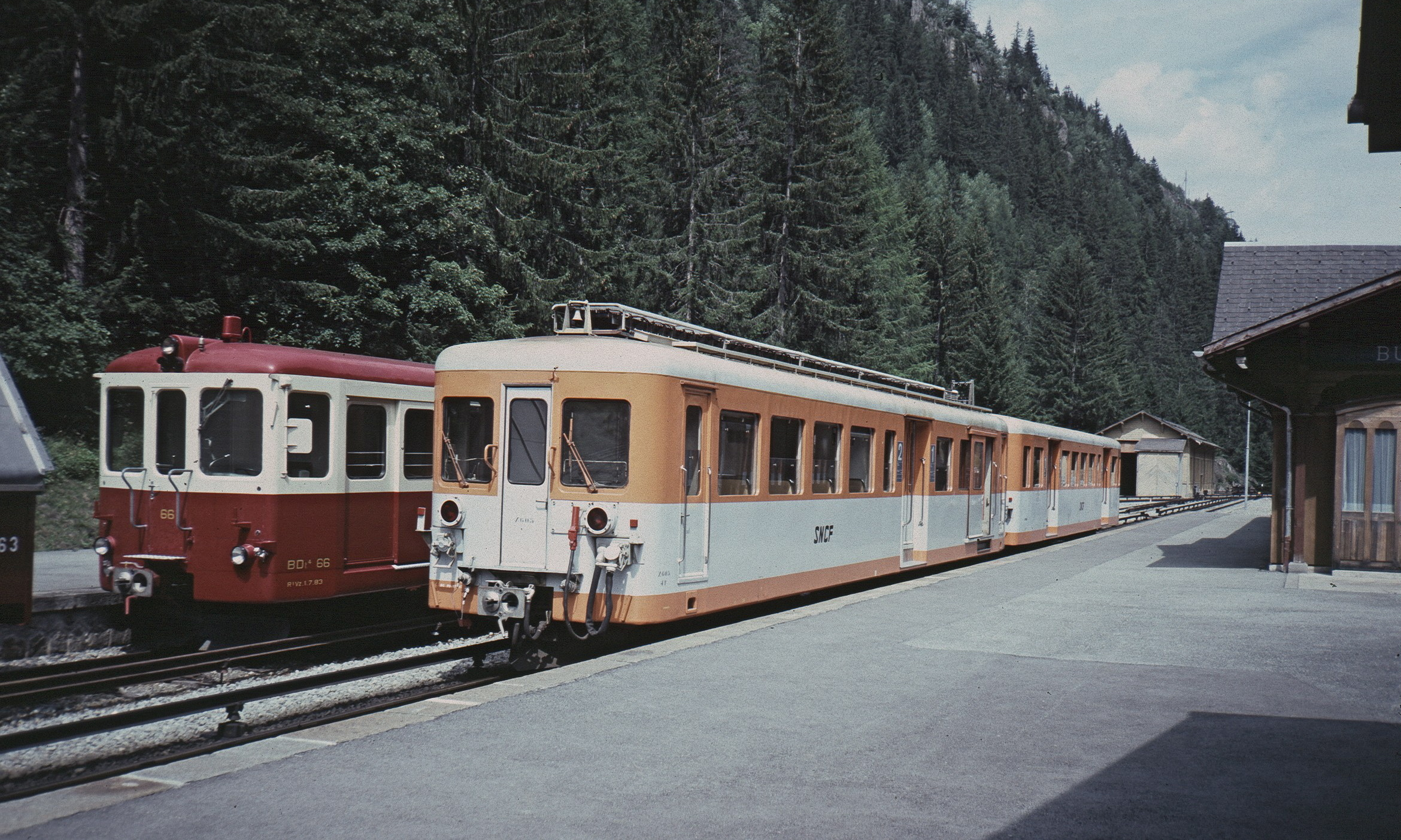
Schweizer und französischer Zug im Grenzbahnhof Châtelard-Frontière (1986)

Nach mehreren Streckenvorschlägen beschloss die Regierung des Kantons Wallis die heutige Streckenführung von Martigny über Vernayaz, Salvan, Finhaut und Les Marécottes nach Le Châtelard.
Die Strecke lässt sich in drei Abschnitte unterteilen, die 4,8 km lange Strecke auf der Ebene von Martigny nach Vernayaz, den Zahnstangenabschnitt mit einer Länge von 2,4 km zwischen Vernayaz und Salvan im Trient-Tal und die Strecke von Salvan entlang den Felshängen nach Finhaut und Le Châtelard, dem Grenzort zur französischen Gemeinde Vallorcine. Der französische Abschnitt, die Bahnstrecke Saint-Gervais–Vallorcine führt von Vallorcine weiter über Chamonix bis nach Saint-Gervais-Le Fayet.
Da in Martigny eine lokale Trambahn zwischen Martigny-Gare, der Innenstadt und der Industriegemeinde Martigny-Bourg gefordert wurde, musste die MC für die alte Innenstadtstrecke, welche sie ursprünglich gemeinsam mit dem lokalen Tram befuhr, einen Kompromiss eingehen: im Stadtgebiet musste unter einer strassenbahnkompatiblen Oberleitung gefahren werden, die für den gesamten Abschnitt zwischen Martigny und Vernayaz angewandt wurde. Der Rest der Strecke wurde hingegen mit einer seitlichen, von oben bestrichenen Stromschiene ausgestattet, die zum französischen Abschnitt kompatibel ist. Die Spannung betrug ursprünglich 750 V und wurde später auf 850 V angehoben. Der Bahnstrom wurde im Lonza-Kraftwerk bei Vernayaz erzeugt, wo zwei Gleichstromgeneratoren von Rieter aufgestellt waren.
Der Zahnstangenabschnitt wurde mit einer Strubschen Zahnstange ausgerüstet, die bis 138 mm über die Schienenoberkante reicht (Teilkreis auf 123 mm über SOK). Das ist wesentlich höher als bei anderen Zahnradbahnen. Der Grund liegt in der Fellschen Bremsschiene, die der auf französischen Seite das sichere Überwinden der Gefälle bis 90 ‰ erlauben sollte. Die Zahnräder der MC-Fahrzeuge lagen so hoch, dass sie die Bremsschiene nicht berührten. Bis heute bedingt ihre Einbaulage die im Vergleich zu anderen Zahnradfahrzeugen grössere Wagenbodenhöhe. Die Perrons waren in Übereinstimmung mit der französischen Seite und mit Rücksicht auf die Stromschiene von Anfang an relativ hoch. Um einen ebenerdigen Einstieg in die neuen Zugskompositionen zu ermöglichen, wurden die Perrons von 55 auf 65 cm über Schienenoberkante erhöht (übliches Mass für Meterspurbahnen in der Schweiz ist 35 cm).
Am 10. Juni 1902 wurde die Compagnie du Chemin de fer de Martigny au Châtelard – ligne du Valais à Chamonix gegründet. Bereits am 24. November desselben Jahres wurde mit den Bauarbeiten begonnen. Trotz dem aufwendigen Bau von 46 grösseren Viadukten und Brücken und zwölf Tunneln wurde die Strecke nach nur 4 Jahren Bauzeit am 20. August 1906 eröffnet. 
In den ersten Betriebsjahren verkehrten täglich fünf Zugspaare zwischen Martigny und Le Châtelard. Für die gut 18 Kilometer lange Strecke benötigten die Züge einst etwa 90 Minuten, heutzutage sind es noch rund 45 Minuten. Die Höchstgeschwindigkeit lag damals bei 7 km/h auf dem Zahnrad- und 25 km/h auf dem Adhäsionsabschnitt.
1906 bis 1909 wurden acht Triebwagen BCFeh 4/4 beschafft, welche für den kombinierten Adhäsions- und Zahnradbetrieb konzipiert waren. Zu diesen Triebwagen wurden insgesamt ebenfalls acht Steuerwagen beschafft; dies war die erste Anwendung der Vielfachsteuerung in der Schweiz. Allerdings konnten die Triebwagen nur auf den Adhäsionsabschnitten von den Steuerwagen aus gesteuert werden. Bemerkenswert war auch, dass bei sieben der acht Steuerwagen die halbe Wagenlänge mit einem Gepäck- und einem Postabteil belegt war (zumal alle Triebwagen auch ein Gepäckabteil aufwiesen) und demzufolge nur 24 Sitzplätze eingebaut werden konnten. Nur der offene, bis heute erhaltene Wagen 21 hatte 48 Sitzplätze. Die elektrische Ausrüstung kam teilweise von CIEM in Genf (Wagen 1–3), teils von MFO (Wagen 11–15).
Neben den Triebwagen wurden bis 1907 auch zwei Schiebelokomotiven des Typs HGe 2/2 beschafft, welche ebenfalls für den kombinierten Adhäsions- und Zahnradbetrieb konzipiert waren. 1908 wurden zwei lediglich mit Adhäsionsantrieb versehene Triebwagen des Typs BCFe 2/4 geliefert, die durch die Schiebelokomotiven über die Zahnstangenrampe zu befördern waren. Ein solches Betriebskonzept kannten auch die benachbarten Bahnen von Bex nach Villars und von Aigle nach Leysin sowie die Stansstad-Engelberg-Bahn. Die durchgehende Fahrt mit gemischten Zahnrad- und Adhäsionstriebwagen war jedoch wesentlich einfacher und auch wirtschaftlicher, weshalb die Lokomotiven 1930 an die Villars–Bretaye-Bahn verkauft wurden.
Die Martigny-Châtelard-Bahn pflegte von Anfang an einen guten Kontakt zur Compagnie Paris-Lyon-Méditerranée (PLM), der ursprünglichen Betreibergesellschaft des französischen Abschnitts des Mont-Blanc-Express. Bereits im Frühjahr 1906, zwei Jahre vor der Eröffnung, konnte die MC einen Betriebsvertrag für den grenzüberschreitenden Abschnitt Le Châtelard–Vallorcine unterzeichnen, auf welchem die Martigny-Châtelard-Bahn bis 1996 den Zugverkehr bestritt. Der Gleisunterhalt und die Energieversorgung wurden von der französischen Seite übernommen, und seit 1997 wird dieser Abschnitt von der SNCF bedient.
Am 1. Juli 1908 wurde der französische Abschnitt zwischen Argentière, Vallorcine und Le Châtelard eröffnet, wodurch die geplante Direktverbindung von Martigny über Chamonix nach Saint-Gervais-les-Bains realisiert war.
Nachdem sich die Schweizerischen Bundesbahnen (SBB) im Vallon de Barberine die Wassernutzungsrechte zwecks Stromerzeugung gesichert hatten, wurde die Chemin de fer Martigny–Châtelard mit dem Materialtransport beauftragt. Die Baustelle der Gewichtsstaumauer Barberine erschlossen die SBB 1920 ab Le Châtelard mittels einer Standseilbahn und einer anschliessenden Transportbahn, die Transporte von Châtelard ins Rhonetal hinunter wickelte die MC ab, die im Spitzenjahr 1923 23'023 Tonnen Güter transportierte.
Per Ende 1929 trennte sich die Martigny-Châtelard-Bahn vom Trambetrieb in Martigny, den sie einschliesslich der beiden Triebwagen Ce 2/2 41 und 42 der neu gegründeten Société du Tramway de Martigny-Gare à Martigny-Bourg übertrug. Ab 1. März 1931 fuhr die Martigny-Châtelard-Bahn auch nicht mehr durch die Stadt, sondern über ein neu gebautes Trassee parallel zur SBB-Strecke nach La Bâtiaz (und auf der bisherigen Strecke weiter nach Vernayaz).
Bis in die 1930er-Jahre beschränkte sich der Betrieb aufgrund der Lawinengefahr im Trient-Tal auf die Sommermonate (Ende Mai bis Ende Oktober). 1931/32, nach der Beschaffung eines Schneepflugs, begann der Ganzjahresbetrieb, zusätzlich wurden Galerien zum Schutz vor Lawinen errichtet. Kurz darauf realisierte die Martigny-Châtelard-Bahn Wintersportfahrten mit eigenem Rollmaterial bis Montroc-le-Planet in Frankreich. Ein wintersicheres Trassee nach Argentière und Chamonix konnte die PLM zu diesem Zeitpunkt noch nicht realisieren.
Anfang der 1930er-Jahre trennte sich die Martigny-Châtelard-Bahn von zahlreichen Fahrzeugen, wie den beiden HGe-2/2-Lokomotiven und der Dampflokomotive. Im Gegenzug wurden die von den SBB für den Kraftwerksbau beschafften CFeh-4/4-Triebwagen erworben. Durch den Ausbruch des Zweiten Weltkriegs und die Besetzung der wichtigen Grenzregion zu Frankreich durch die Schweizer Armee konnte die MC einen erheblichen Anstieg des Personenverkehrs verzeichnen.
Als in den 1950er-Jahren die französische PLM verstaatlicht und Teil der französischen Staatseisenbahn wurde, nahmen die Martigny-Châtelard-Bahn und die französische Staatseisenbahn dies zum Anlass, um das Rollmaterial zu erneuern. Die neuen Fahrzeuge aus Schweizer Produktion entsprachen den französischen Sicherheitsanforderungen und waren dank einheitlicher Scharfenbergkupplung mit den französischen Fahrzeugen kuppelbar. Die MC nutzte die Vereinheitlichung, um durchgehende Züge bis nach Chamonix anzubieten. Im Sommer 1957 verkehrte ein Zug der neuen Generation erstmals durchgehend zwischen Martigny und Chamonix, allerdings wurde diese Direktverbindung in den nächsten Jahren auf einen Schweizer Steuerwagen reduziert, der in Frankreich mit einem französischen Zug mitbefördert wurde. Diese Notlösung blieb bis 1991 unabhängig vom Fahrgastaufkommen bestehen.
In den 1970er-Jahren wurde der Emosson-Stausee durch die neue Bogenstaumauer Emosson massiv erweitert. Der Bau der zweiten Staumauer bescherte der Martigny-Châtelard-Bahn im Güterverkehr einen neuen Höhepunkt, 1973 wurden 22'450 Tonnen Güter transportiert.
Auf Grund des starken Anstiegs des Verkehrsaufkommens wurde die Strecke, um den Takt erhöhen zu können und die Sicherheit zu verbessern, mit einem automatischen Streckenblock mit Lichtsignalen (frz.: block automatique lumineux) ausgestattet. Dieses System wurde ab 2005 komplett erneuert.
Durch den Bau der Strasse über den Col de la Forclaz bekam die Martigny-Châtelard-Bahn massive Konkurrenz durch den Strassenverkehr. Die Fahrgastzahlen sanken von 414'447 (1965) auf 300'000 pro Jahr, der Güterverkehr nahm stetig bis zur Bedeutungslosigkeit ab.
Das Rollmaterial wurde 1987 erneut modernisiert, dabei erhielten die BDeh 4/4 aus den Jahren 1957 bis 1964 eine zeitgemässe Einrichtung und einen Farbanstrich, der auf den Mont-Blanc-Express aufmerksam machte.
Als zu Beginn der 1990er-Jahre auch bei der französischen Staatseisenbahn die Erneuerung des bereits über 40-jährigen Rollmaterials anstand, einigte man sich erstmals zur gemeinsamen Beschaffung von Triebwagen aus Schweizer Produktion. 1994 wurden bei Vevey Technologies (vormals Ateliers de constructions mécaniques de Vevey, ACMV) in Villeneuve fünf Gelenktriebwagen des Typs BDeh 4/8 (SNCF Serie Z800) bestellt, die 1997 an die Martigny-Châtelard-Bahn und die SNCF ausgeliefert wurden. Diese Fahrzeuge ermöglichten die Durchbindung der Züge von Martigny bis Saint-Gervais-Le Fayet, welche seit 1997 unter der Produktbezeichnung «Mont-Blanc-Express» gemeinsam von der Martigny-Châtelard-Bahn und der französischen Staatseisenbahn betrieben werden. Die neuen Fahrzeuge ermöglichen eine Fahrgeschwindigkeit von 25 km/h im Zahnrad- und 70 km/h im Adhäsionsbetrieb.
Anfang 2001 fusionierte die Chemin de fer de Martigny au Châtelard (MC) mit der Chemin de fer Martigny-Orsières (MO) zu den Transports de Martigny et Régions (TMR).
Die TMR investierten in Modernisierung des Betriebes und Erweiterung des Fuhrparks; 2011 wurden zwei Triebzüge des Typs Beh 4/8 mit den Nummern 71–72 von Stadler Rail angeschafft. Sie entsprechen den Z851 bis 856 der SNCF, besitzen allerdings einen Zahnradantrieb. Im Juni 2022 wurde von TMR und SNCF bekannt gegeben, dass sieben neue Triebzüge bei Stadler für den Betrieb des Mont-Blanc-Express angeschafft werden. Der Anteil der TMR beträgt 43,4 Millionen Franken.

## Betrieb
Heutzutage hat die Strecke ungefähr 250'000 Passagiere pro Jahr. 1965 war das Maximum mit 414'447 Passagieren. Der Güterverkehr ist heutzutage vernachlässigbar.
Die durchgehenden Züge verkehren unter dem Namen «Mont-Blanc Express».

## Rollmaterial

### Bei Transports de Martigny et régions im Einsatz
Die Fahrzeuge ab Baujahr 1957 wurden in Übereinstimmung mit der anschliessenden französischen Strecke mit einer Scharfenbergkupplung ausgerüstet. Der bis dahin verwendete Mittelpuffer mit darunter liegenden Schraubenkupplungen, abgekürzt Zp1, ist immer noch bei einigen Güter- und Dienstwagen vorhanden.
Die über die Grenze eingesetzten Fahrzeuge der TMR haben als erste Schweizer Schmalspurfahrzeuge zwölfstellige TSI-Nummern erhalten.
Triebwagen und Steuerwagen

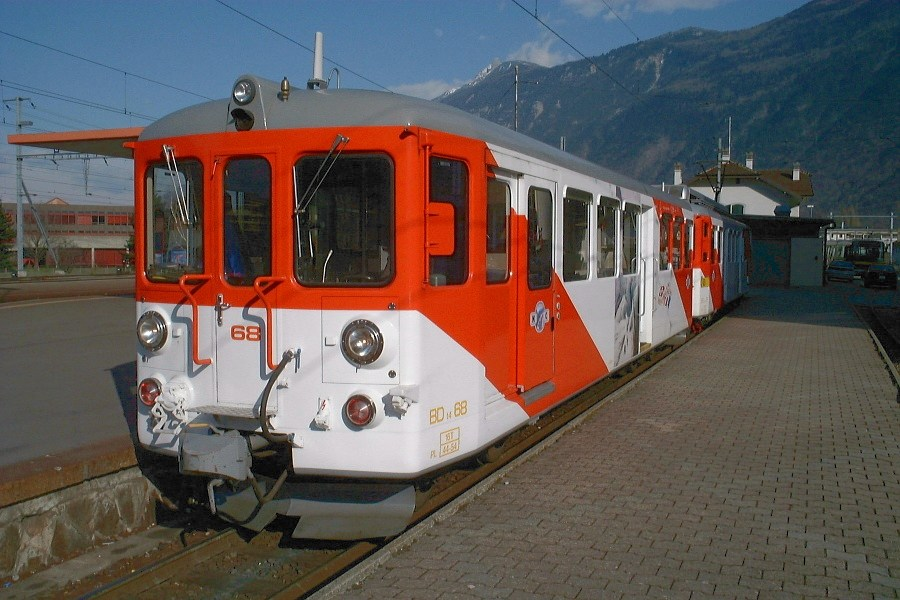
Steuerwagen BDt 68 in Martigny (2000)

- ABFeh 4/4, später BDeh 4/4 4 bis 8 (1957, 1964) SWP / SAAS; 48 Sitzplätze, 6 umgebaut zu Xemh 4/4 6
TSI-Nr.: 	90 85 838 0007-7, 90 85 838 0008-5
zugehörige Steuerwagen ABFt, später BDt 63–68 (1957, 1964); 60 Sitzplätze, 66 und 67 2011 abgebrochen
TSI-Nr.: 96 85 838 0063-4 und 96 85 838 0068-3
- BDeh 4/4II 501 (1980); 44 Sitzplätze
TSI-Nr.: 90 85 838 0501-9
zugehörige Steuerwagen Bt 601 und 602 (1980); 58 Sitzplätze plus 42 Stehplätze, 602 als Zwischenwagen B 701 abgeliefert und 1982 umgebaut, 2011 abgebrochen
TSI-Nr.: 96 85 838 0601-1

Triebzüge

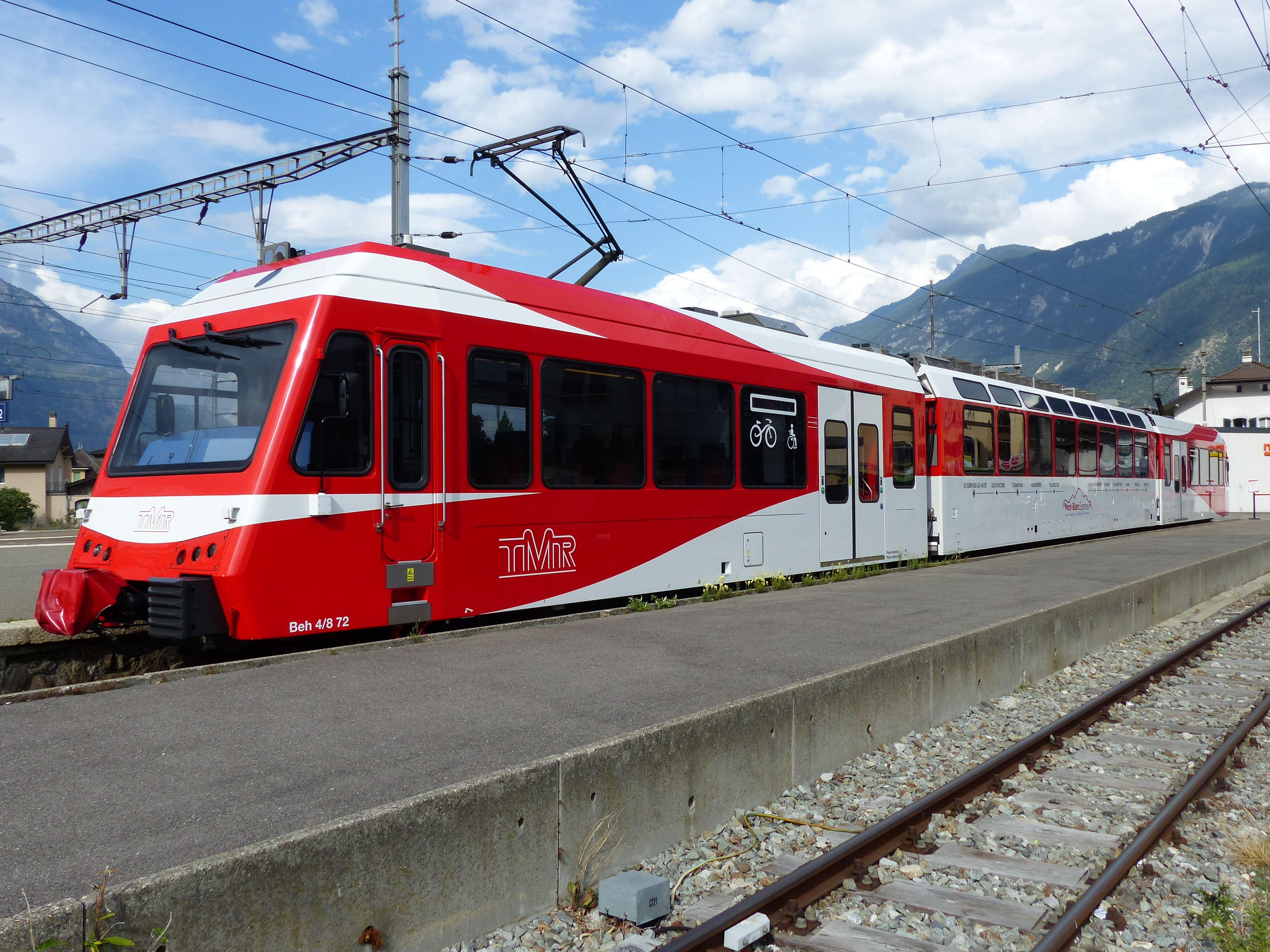
Triebzug Beh 4/8

- BDeh 4/8 21–22 (Nummern der einzelnen Wagen: 821/822 und 823/824) (1997) sowie SNCF Z800 801/802, 803/804 und 805/806 (1997): gemeinsame Bestellung von 5 Triebzügen für durchgehende Züge Saint-Gervais-Le Fayet–Martigny der Martigny-Châtelard-Bahn und SNCF bei Vevey (mechanische Teile), SLM (Zahnradteil) und Adtranz (elektrische Teile)
TSI-Nr.: 90 85 838 0821-1 und 90 85 838 0822-9
- Beh 4/8 71–72 (2011) erbaut von Stadler Rail, entsprechen den Z851 bis 856 der SNCF, aber zusätzlich mit Zahnradantrieb
TSI-Nr.: 90 85 838 0871-6 und 90 85 838 0872-4
- Beh 4/8 91–97 (2025) dreiteilig, Stadler
EVN 90 85 838 0891–897

Diensttriebfahrzeuge
- Xemh 4/4 6 (2008 umgebaut aus BDeh 4/4 6)
- Tm / XTm 2/2 204 (1982), im Sommer mit Arbeitsplattform (Tm), im Winter mit Schneeschleuder (XTm). Baugleiche Fahrzeuge bei SNCF (Saint-Gervais–Vallorcine) und der Nyon-St-Cergue-Morez-Bahn (NStCM).

Güter- und Dienstwagen
- Gk 112, 115, 116 (1907) SWS, 115 noch mit Zp1 ausgerüstet
- X 113 (1907/78) SWS, noch mit Zp1 ausgerüstet
- X 114 (1907/80) SWS
- Gk 121 (1907/36) SWS, noch mit Zp1 ausgerüstet
- Rkp 141–142 (1970) SWP
- Kkm-u 153–154 (1908/87–88) SWS
- Ek 163 (1907) SWS, noch mit Zp1 ausgerüstet
- Kbk 164 (1907) SWS, noch mit Zp1 ausgerüstet
- Fd 165 (2011), Schotterwagen
- X 301 (1975) Montageleiter

Schneeräumungsfahrzeuge
- X 201 (1933)
- Xrote 202 (1942)
- X 203 (1983)
- Xrotm 2/2 204 = Winterausrüstung des Xm 204

### Ehemaliges Rollmaterial der Martigny-Châtelard-Bahn
- ABFeh 4/4 ursprünglich BCFe4 1–3 (1906/07) SLM/SWS/CIEM, 1966, 57 und 56 ausrangiert, abgebrochen
- ABFeh 4/4 ursprünglich BCFe4 11–14 (1906/08) SLM/SWS/MFO, 1956/57 und 2003 ausrangiert, abgebrochen
- ABFeh 4/4 15 (1909) SLM/SWS/MFO, ex BCFeh, abgegeben an Train Nostalgique du Trient
- BDe 4/4, ursprünglich BCFe4 21–22 (1908) SWS/CIEM, 1957 und 1990 abgebrochen
- BDeh, ursprünglich CFeh 4/4 31 und 32 (1921) SLM/SWS/MFO, 1935 umgebaut zu BCFeh, abgegeben an Train Nostalgique du Trient
- Bt 51 (1906) SWS / SAAS, bis 1908 Nummer 21, 1997 abgegeben an Train Nostalgique du Trient
- BDZt, ursprünglich CFZ4 61–62 und BCFZ4 71–72 (1906) SWS/SLM/CIEM, 1948, 66 und 57 abgebrochen
- ADZt, ursprünglich BCFZ4 73–74 (1908) und BFZ4 75 (1909) SWS/SLM/CIEM/MFO, 73 1966 abgebrochen, 74–75 1995 abgegeben an Chemin der fer de la Mure, dann Train Nostalgique du Trient
- Gk 111 (1907) SWS, Juli 2024 abgebrochen
- X 166 (1907/2000) SWS. Flachwagen mit Kran, abgegeben an Train Nostalgique du Trient
- Be 2/2 1017 und 1019 (1929) SWS/MFO, ex VBZ 1017 und 1019, 1017 1980 abgebrochen, 1019 an Tram-Museum Zürich (TMZ) abgegeben
- Te 2/2 91 (1962) SWS / MFO, ex VBZ Xe 2/2 1907, 2022 an Achenseebahn abgegeben, gleichartiger Wagen 1906 2002 abgebrochen

### Historischer Fahrzeugpark des Vereins Train Nostalgique du Trient (TNT)

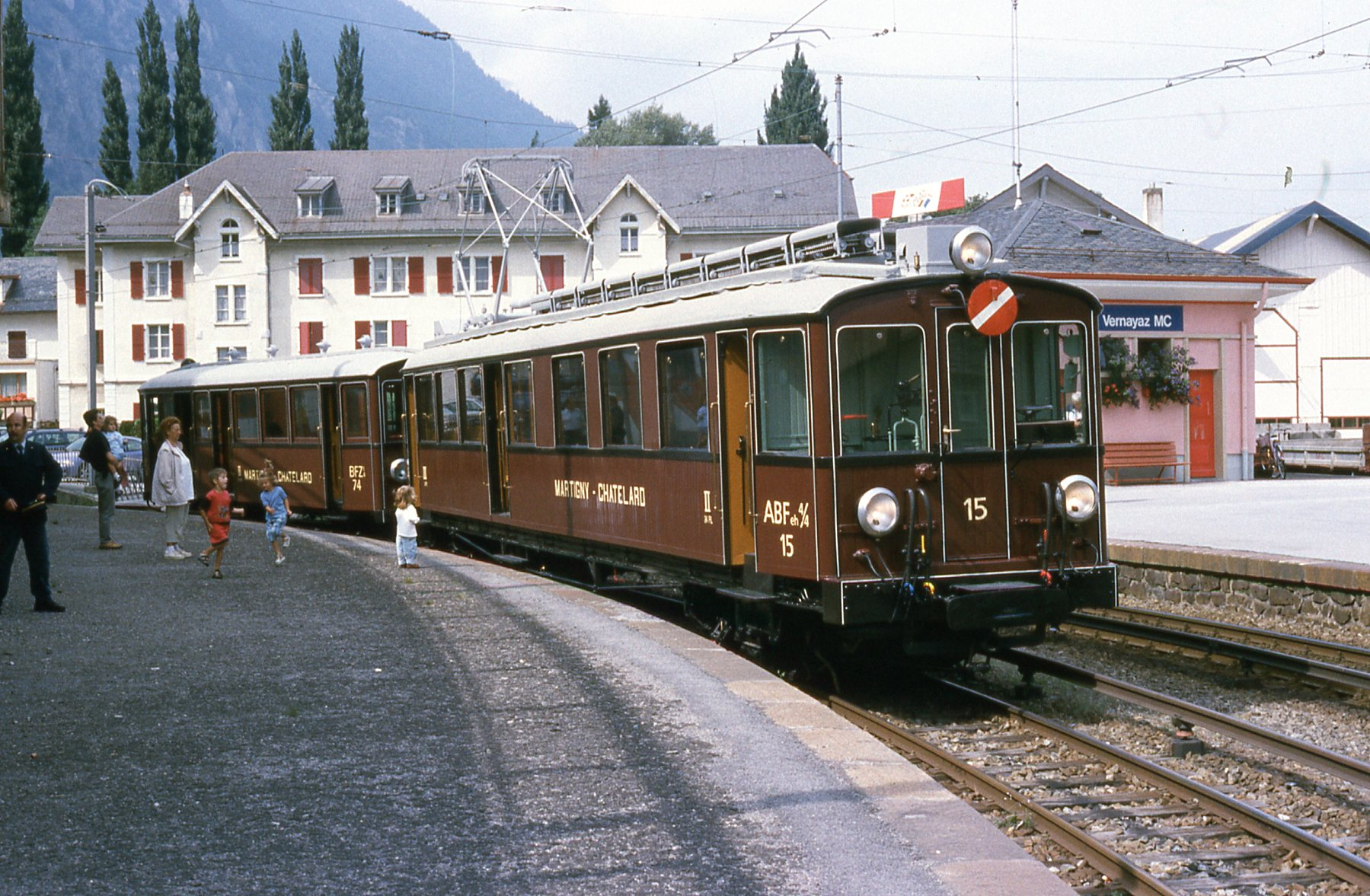
Historischer Tw 15 in Vernayaz

Folgendes Material befindet sich im Bestand des Vereins Train Nostalgique du Trient (TNT):
- Triebwagen BCFeh 4/4 15 (1909) SLM / SWS / MFO
- Triebwagen BCFeh 4/4 32 (1921) SLM / SWS / MFO
- Steuerwagen Bt 21 le Pavillon (1906), ehemalige Nummer 51
- Steuerwagen BFZt 74 und 75 (1908,09)
- Flachwagen Nummer 166 (1907)

## Strecke

### Technische Daten

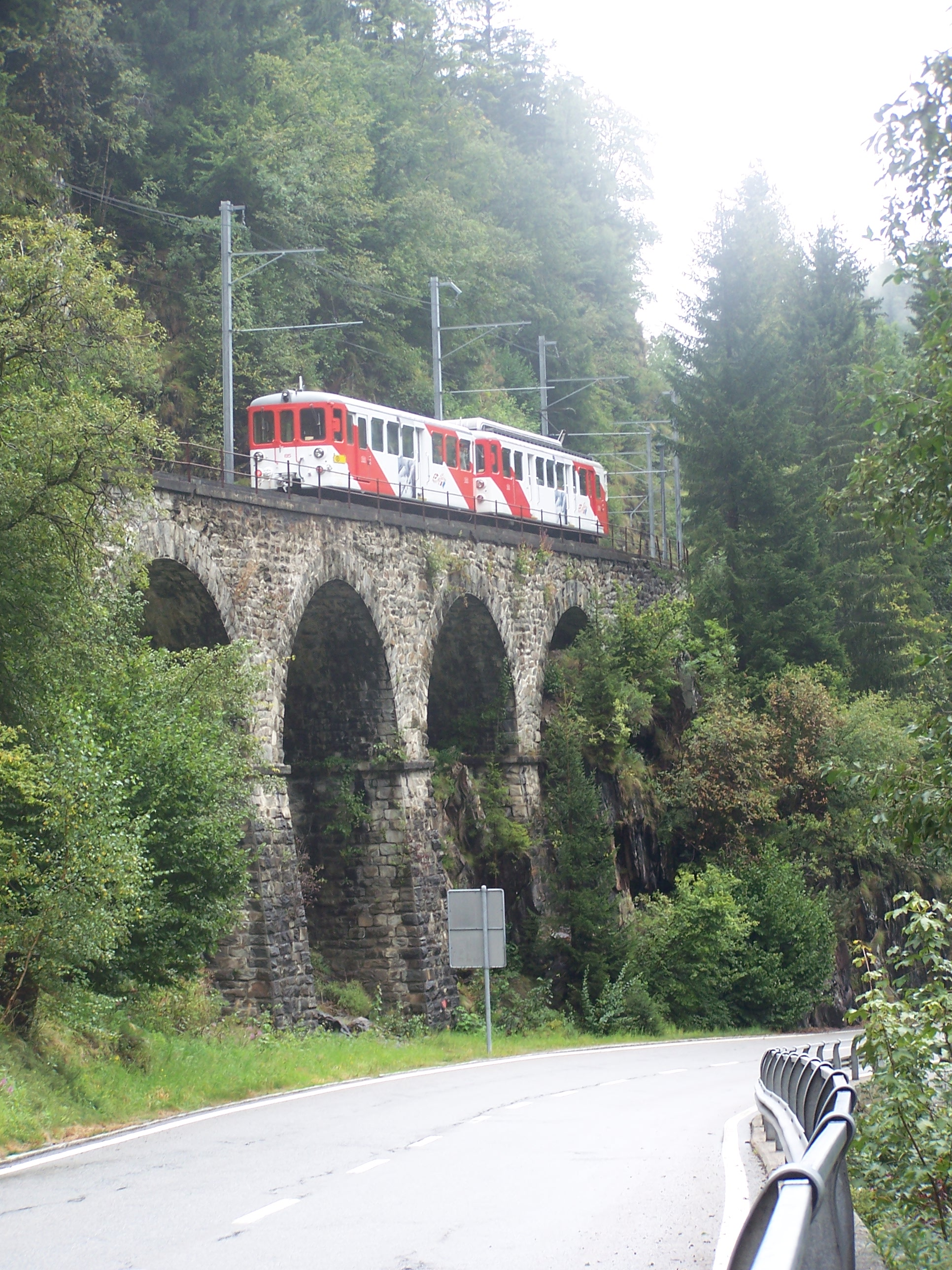
Zwischen Finhaut und Châtelard VS

- Profil: ebener Verlauf von Martigny bis Vernayaz (Höhe: 457,35 m), dann Zahnstangenabschnitt bis Salvan (Höhe: 933,85 m). Weitere Steigung im Adhäsionsbetrieb bis Finhaut (Höhe: 1224,05 m), danach leichtes Gefälle bis Châtelard-Frontière (1115,74 m).
- Elektrifiziert 850 V Gleichstrom (ursprünglich 750 V),
- Ursprünglich war die gesamte Strecke von Vernayaz bis Le Chatelard mit seitlicher Stromschiene ausgerüstet, und zwar aus praktischen Gründen: stürzten bei Unwettern oder Schnee Bäume auf die Schienen, musste nur kurz die Spannung abgeschaltet werden, damit die Bäume abgeräumt werden konnten; die Bahnanlagen blieben dabei weitestgehend intakt. Bei Oberleitung muss diese erst mühsam wieder installiert werden. Aufgrund der in den 1980er-Jahren erlassenen neuen Sicherheitsvorschriften des Bundes sollte die gesamte Strecke auf Oberleitung umgestellt werden (keine spannungsführenden Leitungen in Bodennähe), was aber bedingt hätte, das Gleis im Tunnel mit Zahnstangenabschnitt im untersten Abschnitt zwischen Vernayaz und Salvan abzusenken, da das Tunnelprofil keinen Platz für eine Oberleitung bietet. Da dieser Abschnitt für Fussgänger nicht sehr gut zugänglich ist (Felswände), wurde vorläufig aus Kostengründen darauf verzichtet. Dasselbe gilt für die Tunnel zwischen Le Trétien und Le Châtelard.
  - Erster Ausbauschritt mit Oberleitung war von Salvan über Les Marécottes bis Le Trétien (1990–1991).
  - Zweiter Ausbauschritt das kurze Stück von Le Châtelard VS bis Le Châtelard-Frontière (1994–1996).
  - Im vorläufig letzten Ausbauschritt werden die Stationsbereiche Le Trétien, Finhaut und Le Châtelard vollständig umgestellt.
- Zahnstange vom Typ Strub zwischen Vernayaz und Salvan. Auf diesem 1914 m langen Abschnitt ist die Steigung maximal 200 ‰.
- Kunstbauten:
  - 5 Viadukte, darunter viaduc du Triège und viaduc des Torrents
  - zahlreiche Lawinengalerien
  - 9 Tunnel, als längster mit 579,52 m Länge der grand tunnel de Lachat
- Betrieb: seit den 1970er Jahren Streckenblock mit Tageslichtsignalen. Die Betriebsleitung und die Werkstatt befinden sich in Vernayaz.